# Faruk Sükan
Mehmet Faruk Sükan (* 1920 in Karaman; † 3. Januar 2005 in Ankara) war ein türkischer Mediziner und Politiker. Er war Abgeordneter in der türkischen Nationalversammlung, Minister für Gesundheit und Sozialhilfe, Innenminister, Staatsminister und Stellvertretender Ministerpräsident.

## Leben
Sükan studierte nach dem Erwerb der Hochschulreife am Konya Lisesi bis 1946 an der Istanbul Üniversitesi Humanmedizin und absolvierte anschließend eine Facharztausbildung zum Internisten. Anschließend arbeitete er im Staatsdienst.
In den 1950er-Jahren wurde er Mitglied der Demokrat Parti und war von 1957 bis 1960 Bürgermeister der Stadt Ereğli in der Provinz Konya. 1961 wurde er Abgeordneter der Adalet Partisi für Konya in der Großen Nationalversammlung der Türkei. 1965 wurde er Minister für Gesundheit und Sozialhilfe und war von 1965 bis 1968 Innenminister unter Süleyman Demirel.
Ende der 1970er-Jahre war er Mitbegründer der Demokratik Parti und wurde deren Generalsekretär. 1978 wurde er erst Staatsminister und dann Stellvertretender Ministerpräsident unter Bülent Ecevit. Nach dem Militärputsch in der Türkei 1980 kehrte er der Politik den Rücken.
Faruk Sükan war mit Güler Sükan verheiratet und Vater von vier Kindern.